# Antonio Mura
Antonio Mura (* 28. prosince 1952 Bortigali) je italský římskokatolický duchovní, biskup Nuora a biskup Lanusei.

## Život
Narodil se 28. prosince 1952 v Bortigali.
Studoval na technickém institutu v Macomer a roku 1975 vstoupil do kněžského semináře. Teologické a filosofické vzdělání získal na Papežské salesiánské univerzitě v Římě, kde získal bakalářský titul. Později získal na Papežské teologické fakultě Sardinie licenciát z dogmatické teologie a na Univerzitě Sassari titul z pedagogiky. Dne 1. srpna 1979 byl arcibiskupem Francescem Spaneddou vysvěcen na kněze a inkardinován do diecéze Alghero-Bosa. Stal se farním vikářem farnosti svatého Františka v Macomer, poté byl převeden do farnosti svatého Leonarda ve Villanova Monteleone.
Roku 1982 byl jmenován animátorem Papežského regionálního semináře Sardinie v Cagliari. O tři roky později se stal spirituálem nižších seminářů v Algheru a Bose. V rámci diecéze byl zodpovědný za pastoraci mládeže a Centrum pro povolání. Od roku 1993 zastával funkci vedoucího diecézního liturgického úřadu a rektora semináře.
V letech 2007–2010 byl pro-generálním vikářem. Věnoval se akademické činnosti na Institutu náboženských věd. Před biskupským jmenováním zastával úřad biskupského vikáře pro kulturu a faráře farnosti Nejsvětějšího jména Ježíš v Algheru. Dne 31. ledna 2014 jej papež František jmenoval biskupem Lanusei. Biskupské svěcení přijal 25. března z rukou arcibiskupa Giovanni Angela Becciu a spolusvětiteli byli biskup Mauro Maria Morfino a arcibiskup Arrigo Miglio.
Dne 2. července 2019 byl ustanoven biskupem Nuora a apoštolským administrátorem diecéze Lanusei. Následující rok se stal kancléřem Papežské teologické fakulty Sardinie. Dne 9. dubna 2020 byla diecéze Nuoro a diecéze Lanusei sjednocena pod úřad jednoho biskupa tzn. in persona episcopi.